# Henning Mankell
Henning Mankell (Stoccolma, 3 febbraio 1948 – Göteborg, 5 ottobre 2015) è stato uno scrittore svedese, noto principalmente per i suoi romanzi polizieschi che hanno come protagonista il personaggio di Kurt Wallander, commissario della polizia di Ystad.
Con il primo libro del commissario Wallander (Assassino senza volto), ha vinto il premio Glasnyckeln dedicato ai migliori romanzi gialli dei paesi scandinavi.

Lo scrittore viveva fra la Svezia e il Mozambico ed era sposato con la regista teatrale e televisiva Eva Bergman, figlia di Ingmar Bergman.

## Biografia
Mankell è nato a Stoccolma ed è cresciuto nelle città svedesi di Sveg (Härjedalen) e di Borås (Västergötland). Il padre di Mankell, Ivar, era un giudice e il nonno, da cui prese il nome Henning, un compositore. All'età di 20 anni, aveva già iniziato la sua carriera di scrittore e assistente presso il Riksteater di Stoccolma. Negli anni seguenti continuò a collaborare con diversi teatri in Svezia. Negli anni settanta, Mankell andò a vivere in Norvegia con una donna norvegese membro del partito maoista comunista del Lavoro. Mankell collaborò alle attività di quel partito, pur senza mai farne parte.

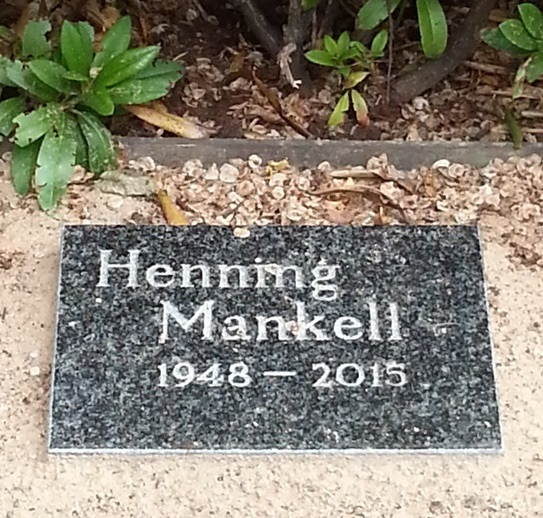
La lapide di Mankell nel Vecchio cimitero di Örgryte a Göteborg

Nel 1985 ha fondato il teatro Avenida, a Maputo in Mozambico, dove trascorre buona parte del suo tempo e dove trova ispirazione per il suo lavoro.
Nel 1998 si è sposato con Eva Bergman, figlia di Ingmar Bergman.
Nel 2001 ha costituito una propria casa editrice (Leopard Förlag) col fine di aiutare i giovani talenti africani e svedesi.
Il 2 giugno 2008 gli è stata conferita la laurea honoris causa dalla Saint Andrews University in Scozia.
Mankell era a bordo della Freedom Flotilla quando il 31 maggio 2010 fu abbordata dalla Marina militare israeliana. Negli scontri seguenti, che provocarono nove decessi, rimase illeso. Dopo il suo ritorno in Svezia ha chiesto sanzioni per Israele.
Il 29 gennaio 2014 ha comunicato, sul suo sito ufficiale, che gli è stato diagnosticato un tumore alla gola ed al polmone sinistro. Ha scritto dell'andamento della sua malattia sul quotidiano svedese Göteborgs-Posten "dal punto di vista della vita e non della morte".

È morto il 5 ottobre 2015 a Göteborg all'età di 67 anni.

## Inquietudine svedese
La parte principale dell'opera di Mankell è costituita dalla saga del commissario Wallander. Sui motivi di fondo dell'autore qualcosa si trova nelle opere più recenti:
(dall'introduzione a Piramide).
L'uomo inquieto è anche il titolo dell'ultimo romanzo della serie. Chiaramente l'uomo inquieto è Wallander, il quale è anche testardamente assetato di giustizia:
(Assassino senza volto).
Fuori dalla saga di Wallander, è su temi analoghi Il cinese:
(Il cinese, p. 567)

## Opere
(accanto al titolo originale svedese, si riporta l'eventuale titolo internazionale in inglese)

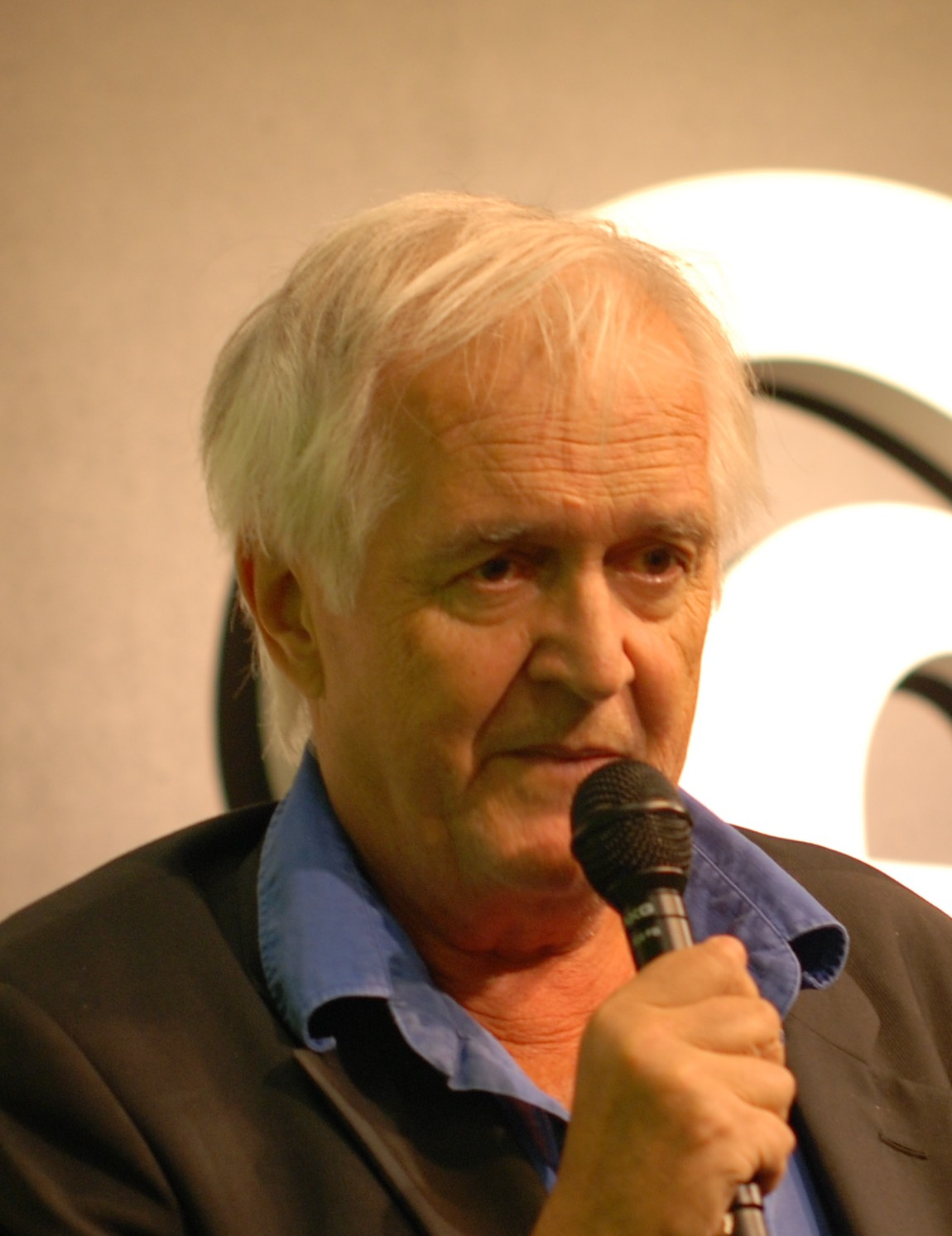
Lo scrittore alla Fiera del Libro di Göteborg, 2010

### Serie del commissario Kurt Wallander
- 1991 - Assassino senza volto (Mördare utan ansikte - Faceless Killers), Marsilio (ISBN 88-317-8677-6)
- 1992 - I cani di Riga (Hundarna i Riga - The Dogs of Riga), Marsilio (ISBN 88-317-7209-0)
- 1993 - La leonessa bianca (Den vita lejoninnan - The White Lioness), Marsilio (ISBN 88-317-8721-7)
- 1994 - L'uomo che sorrideva (Mannen som log - The Man Who Smiled), Marsilio (ISBN 88-317-7211-2)
- 1995 - La falsa pista (Villospår - Sidetracked), Marsilio (ISBN 88-317-8483-8)
- 1996 - La quinta donna (Den femte kvinnan - The Fifth Woman), Marsilio (ISBN 88-317-8782-9)
- 1997 - Delitto di mezza estate (Steget efter - One Step Behind), Marsilio (ISBN 88-317-8484-6)
- 1998 - Muro di fuoco (Brandvägg - Firewall), Marsilio (ISBN 88-317-7213-9)
- 1999 - Piramide (Pyramiden - The Pyramid), Marsilio (ISBN 88-317-8630-X)
- 2002 - Prima del gelo (Innan frosten - Before the frost), Mondadori (ISBN 88-04-50935-X)
- 2009 - L'uomo inquieto (Den orolige mannen), Marsilio (ISBN 978-88-317-0728-2)
- 2013 - La mano (Handen), Marsilio (ISBN 978-88-317-1668-0)

### Altri romanzi
- 1990 - Il cane che inseguiva le stelle (Hunden som sprang mot en stjarna), Fabbri (ISBN 88-451-8286-X)
- 1991 - Joel e le lettere d'amore (Skuggorna växer i skymningen), Fabbri (ISBN 88-451-0752-3)
- 1995 - Il segreto del fuoco (Eldens Hemlighet), Fabbri (ISBN 88-451-2891-1)
- 2004 - Nel cuore profondo (Djup - Depth), Mondadori (ISBN 88-04-54859-2)
- 2009 - Il ragazzo che dormiva con la neve nel letto (Pojken som sov med snö i sin säng ), Rizzoli (ISBN 978-88-17-02950-6)
- 2009 - Il ragazzo che voleva arrivare ai confini del mondo (Resan till världens ände ), Rizzoli (ISBN 978-88-17-03701-3)
- 2010 - Il ritorno del maestro di danza (Danslärarens återkomst), Marsilio (ISBN 978-88-317-0747-3)
- 2011 - Scarpe italiane (Italienska skor), Marsilio (ISBN 978-88-317-0907-1)
- 2011 - Il cinese (Kinesen), Marsilio (ISBN 978-88-317-0809-8)
- 2013 - Ricordi di un angelo sporco (Minnet av en smutsig ängel), Marsilio (ISBN 978-88-317-1577-5)
- 2013 - Comédia infantil (Comédia infantil), Marsilio (ISBN 978-88-317-1685-7)
- 2014 - Il figlio del vento (Vindens son), Marsilio (ISBN 978-88-317-1942-1)
- 2014 - L'occhio del leopardo (Leopardens oga), Marsilio (ISBN 978-88-317-1945-2)
- 2016 - Il cervello di Kennedy (Kennedys hjärna), Marsilio (ISBN 978-88-317-2562-0)
- 2016 - Stivali di gomma svedesi, Marsilio (ISBN 978-88-317-2544-6)
- 2017 - Le ragazze invisibili (Tea-Bag), Marsilio (ISBN 978-88-317-2820-1)
- 2020 - L'uomo della dinamite, Marsilio (ISBN 9788829708079)

### Autobiografia
- 2015 - Sabbie mobili (Kvicksand), Marsilio, ISBN 978-88-31-72244-5.

## Filmografia
(film tratti dai suoi romanzi)
- 1994 - Mördare utan ansikte, miniserie tratta da Assassino senza volto
- 1995 - Hundarna i Riga, da I cani di Riga
- 1996 - Den vita lejoninnan, da La leonessa bianca
- 1997 - Etterfølgeren
- 1998 - Comédia Infantil
- 1999 - Efterträdaren, miniserie
- 2000 - Labyrinten, miniserie
- 2001 - Villospår, film TV da La falsa pista
- 2002 - Den 5:e kvinnan, miniserie da La quinta donna
- 2003 - Talismanen, miniserie
- 2003 - Mannen som log, film TV da L'uomo che sorrideva
- 2004 - Danslärarens återkomst, film TV
- 2005 - Wallander - Innan frosten, da Prima del gelo
- 2005 - Steget efter, da Delitto di mezza estate
- 2005 - Wallander - Byfånen
- 2005 - Wallander - Bröderna